# Hog Hill (Scottish Borders)
Der Hog Hill ist ein Hügel der Moorfoot Hills. Er liegt am Westrand der Hügelkette. Seine 350 m hohe Kuppe befindet sich in der schottischen Council Area Scottish Borders. In den Moorfoot Hills existieren zwei Hügel namens Hog Hill. Vorliegender Hügel ist nicht mit dem nordöstlich gelegenen Hog Hill in Midlothian zu verwechseln.
Etwa 1,2 Kilometer westlich des Hog Hills befindet sich die Ortschaft Eddleston am Eddleston Water, das den Ostrand der Moorfoot Hills markiert. Die Kleinstadt Peebles liegt rund sechs Kilometer südlich.

## Umgebung
Entlang seiner Flanken verlaufen verschiedene Bäche, die in das Eddlesdton Water münden. Zu den umliegenden Hügeln zählen der Cardon Law im Südosten, der Dundreich im Nordosten sowie der östlich gelegene Bowbeat Hill. Historisch erstreckte sich östlich des Hog Hills das Baronat White Barony (das korrespondierende Black Barony beginnt am Eddleston Water und dehnt sich nach Westen aus).